# Acreotrichus linefera
Acreotrichus linefera är en tvåvingeart som först beskrevs av Walker 1857.  Acreotrichus linefera ingår i släktet Acreotrichus och familjen svävflugor. Inga underarter finns listade i Catalogue of Life.